# 小岬駅
座標: 北緯47度34分18秒 東経141度57分38秒 / 北緯47.57167度 東経141.96056度
小岬駅（こみさきえき）は、樺太真岡郡野田町に存在した鉄道省樺太西線の駅。

## 歴史
- 1930年（昭和5年）6月15日：樺太庁鉄道西海岸線野田駅 - 追手駅間開通により開業[1]。
- 1943年（昭和18年）4月1日：南樺太の内地化により、鉄道省に移管。
- 1945年（昭和20年）8月：ソ連軍が南樺太へ侵攻、占領し、駅も含め全線がソ連軍に接収される。
- 1946年（昭和21年）
  - 2月1日：日本の国有鉄道の駅としては廃止。
  - 4月1日：ソ連国鉄に編入。ロシア語駅名は「セルゲーエヴォ サハリンスコエ」。

## 駅名の由来
当駅の所在する地名からであり、地名はアイヌ語の「モ・エンルム・ナイポ」（小岬の沢）の和訳による。

## 運行状況
（1944年当時） 
- 上りは本斗駅行きが2本、真岡駅行きが2本運行されていた。
- 下りは久春内駅行きが3本と泊居駅行き1本が運行されていた。

## 隣の駅
鉄道省樺太鉄道局
樺太西線
久良志駅 - 小岬駅 - （鵜巣駅） - 追手駅